# なだいなだ
なだ いなだ（1929年6月8日 - 2013年6月6日）は、日本の精神科医・作家・評論家。日本テレビ放送番組審議会委員。
本名は堀内 秀（ほりうち しげる）。「なだいなだ」はペンネームで、スペイン語の "nada y nada"（何もなくて、何もない）に由来する。本名名義での翻訳書もある。

## 来歴

### 生い立ち
東京生まれ。両親は蒲田で小さな酒屋を営んでいたが、大震災で店が焼失してしまったので、酒屋稼業に見切りをつけて、御嶽山と呼ばれる田園地帯（現：東京都大田区）に移り、自宅を建てた。家の周りはじゃがいも畑だらけだったという。父は耕地整理組合に勤めた。

### 学生時代
1942年旧制の私立麻布中学に入学。同級生に小沢昭一、フランキー堺、加藤武、仲谷昇、2年上に北杜夫、3年上に奥野健男、5年上に吉行淳之介がいた。
戦争が始まってインフレーションになると、進学資金として父が貯めてくれていた金銭が紙くず同然になった。そこで親の負担を軽くするために、授業料がかからず給料までもらえる陸軍幼年学校へと進む。配属は仙台陸軍幼年学校だった。上級生によく殴られたため、あまりいい思い出はないと語っている。
敗戦後、麻布中学に復学。数学者を目指し旧制浦和高校の理科甲類を受けたが、不合格となった。
医者になることに気は進まなかったが、医者の家系に育った母が勧めるため慶應義塾大学医学部予科を受験、27倍という高い倍率だったが合格した。大学時代にアテネ・フランセでフランス語を身につけ、1953年から1年間、フランス政府給費留学生制度により留学した。アメリカ館で催された詩の朗読会で聞いたガルシア・ロルカに惹かれて傾倒し、スペイン語を学び、nada y nada というスペイン語のペンネームを発案する。また、そこで出会ったフランス人女性と交際して、のちに結婚。日本に帰国し4女をもうける。夫人は、1970年代にNHKラジオのフランス語入門でゲストを務めたルネ・ラガーシュである。
加賀乙彦は、なだより少し遅い時期（1957年）にフランスに精神科専攻で留学しており、知り合った。2人とも後に作家となる。

### 精神科医・作家として
1955年、慶應病院医学部神経科に入局、精神科医として勤務するかたわら、文筆活動を行う。医局の2年先輩に北杜夫がいた。
1956年から、同人誌「文芸首都」に参加。北杜夫、佐藤愛子らが会員にいた。
小説家としては1959年から1967年にかけて、「海」「神話」「トンネル」「童話」「しおれし花飾りのごとく」「レトルト」の6作で、6回芥川賞の候補に上るが受賞ならず。これは、阿部昭、増田みず子、島田雅彦、多田尋子らとともに最多落選記録である。著書『娘の学校』で、どんな小さな賞ももらわなかったのは誇りだと述べていたが、その『娘の学校』は、1969年婦人公論読者賞受賞。また1975年に『お医者さん』で毎日出版文化賞受賞。1991年にベストメン賞（日本有職婦人クラブ）を受賞。
1961年に慶應義塾大学で医学博士号取得。学位論文は「非定型的循環病を中心としたいわゆる内因性精神病に関する考察」。
医師としての専門は精神科医で、アルコール中毒（アルコール依存症）をメインテーマとしていた。東京武蔵野病院に勤務した後、1962年から1969年まで、国立療養所久里浜病院に勤務。久里浜病院での日本で初の「アルコール中毒」専門施設の立ち上げにあたり、治療方法の最前線を学ぶために、1963年から1年間、WHO留学生としてヨーロッパに留学した。なだが久里浜病院で確立した、アルコール依存症の治療方法は「久里浜方式」と呼ばれた。なお、なだが久里浜病院に勤めていた頃、加賀乙彦は久里浜特別少年院に勤務しており、加賀との交流が続いた。
その後、私立井之頭病院をへて、都立荏原病院で外来診療。また、文藝春秋のサイト「文春写真館」では「勤めていた病院の院長をモデルとした小説が原因で、院長の不興を買い、結局病院を退職する。」とあるがどの病院でなのかは、明確ではない。
1970年、東京連続少年誘拐殺人事件を受けて、警察がわいせつ目的の誘拐の罰則強化を検討し始めると、新聞の取材に応じ「犯罪者は病人としてみるべき」「変質者がウヨウヨしているから怖いと考えるよりも、人間の業の深さを教えてくれるものとして受け止めるべきだろう」と、単に刑罰を強化すれば良い、精神病院へ押し込めれば良いとしがちな風潮に釘をさすコメントを行った。
1988年から1990年まで明治学院大学国際学部の教授を務め、人間論を講じる。

### 晩年
2003年に筑摩書房から出版した『老人党宣言 :ISBN 4480863508』をきっかけに、インターネット上のヴァーチャル政党「老人党」を立ち上げ、活動を行った。
元衆議院議員・参議院議員の上田哲・落語家立川流の家元立川談志・探検家西丸震哉が賛同、老人党東京を旗揚げした。
2013年6月6日死去、83歳没。84歳の誕生日の2日前の死であった。「中央公論」誌上で膵臓がんであることを公表していたが、自身のブログの6月6日付にて自身の体調について記述しているのが絶筆とされる。

## アルコール依存症論（1998年時点）
- なだは、アルコール依存症の精神的依存から身体的依存に至るまでの道のりを、かつて東京から名古屋までノンストップであった新幹線のぞみに搭乗している乗客に喩えている[18]。患者がアルコール依存症かどうかは「取り敢えずアルコールを止めさせてみる」で止められるかどうか見極めることで判断する方針である[19]。外来治療や、入院しても開放病棟での治療が増えてきていると解説している。入院治療を開放病棟で行うのは、入院中に散歩に出掛けて酒の誘惑のある場所を通っても飲まないで病院に戻ってくる訓練だとしている。それどころか、閉鎖病棟の不自由な環境は再飲酒を誘発しかねないと指摘している[20]。アルコール依存症の治療は意志が弱くても止められる方法を考えるのがポイントとなり、なだは「今日1日止める」と患者に提案している。本当のところは分からないと仮説であると断りを入れつつも「今日1日止める」を1年間続けると結果的に意志が強くなるとも考えている[21]。
- なだは古代や中世の王侯貴族の時代にはそもそもアルコール依存症になるほどの酒の絶対量は確保できなかったと分析しており、アルコール依存症は酒の絶対量を確保できる現代ならではの疾患と説明している[22]。酒による酩酊は古代中国の時代から既に確認されていたが、当時は酒は製造や供給を権力者に支配されていた(権力者は酒の危険な面を知っていたためこのように管理していた)ため、大きな問題にならなかったと話している[23]。日本では江戸時代でも米の管理との兼ね合いから資本主義的に生産される時代ではなく、そのように生産されるのは明治以降になってからだ[24]と解説しているが、この頃になってもまだ庶民が常飲する時代ではなかったとしている[25]。
- 昔の精神病院は酷い環境で部外者に内側を見せたくなかったため医者も外部団体の協力を嫌がったが、現在は医者の方も考えを改めて積極的に自助グループと補完し合う関係となろうとしている[26]。アルコール依存症は上下の繋がりがなくなった新しい社会に適応できない者がなる傾向にあり、仲間という横の関係で繋がるという意味で自助グループが成功しているのだと、なだは私見を述べている[27]。そんな自助グループも、通っている内に同じ話ばかり聞かされ、新鮮な体験ができなくなることが、退会の要因となっていることに触れている[28]。

## 家族・親族

### 堀内家
（新潟県、東京都、神奈川県鎌倉市）
なだいなだの両親は蒲田で小さな酒屋を営んでいたが、大震災後一家は大田区の御嶽神社の近くに移った。震災で焼け出された人のために御嶽山と呼ばれる田園地帯に安い賃貸住宅がたくさん造られていた。母が年に300人ほど取りあげる助産婦となっていたので、産室が2つある自宅を御嶽山に建てた。三男のなだいなだが生まれたのはこの家である。なだいなだは妻と御嶽山の家に暮らしたが、両親と兄夫婦と生活するには少々窮屈だったため、中野の氷川町（現東中野）にある日本家屋の二階を借りて住んだ。
妻が2番目の子どもを身ごもった時期に、武蔵境に建った新築公団住宅に移った。3番目の子どもを身ごもった時期には、鳩山御殿の近くにある二階建ての一軒家の一階を借りて住んだ。
なだいなだは1963年国連の派遣留学生として2度目の渡仏を果たす。留学中、鈴木東民（釜石市長）が住んでいた家を借りることになり、妻と娘たちが一足先に引っ越した。それが東京都新宿区にあった同潤会江戸川アパートメントの一戸である。江戸川アパートにて2年ほど暮らす。
定年退職の年齢になり、「東京は空気が悪いし空気のいいところに住もう」と北鎌倉に良い土地を見つけた。1990年に現在の家を建てた。「北鎌倉の景観を後世に伝える基金委員会」の代表だった。
父
父は新潟の小作農家の倅だった。農家が嫌で一旗揚げようと東京に出てきた。大震災後に酒屋をやめて耕地整理組合に勤めた。独学で技術を身に着けてさまざまな地へ測量に歩いた。
母
母は新潟で医者の家庭に生まれた。16歳で助産婦の免状を取得したが開業できる年齢ではないので、東京女子医大の産科で助産婦修業をしている時期に父と結婚。
兄が二人

妻：ルネ・ラガーシュ
フランス東部出身。
子ども
娘4人。子どもたちは全員フランスで暮らしている。
次女・堀内美都（アニック・ホリウチ）
（1961年 - ）数学者、科学史家、パリ第7ディドロ大学教授。パリ・シテ大学教授。

## 著書
- 『パパのおくりもの』（文藝春秋新社） 1965、のち文庫、ちくま文庫
- 『帽子を…』（毎日新聞社） 1966
- 『クレージイ・ドクターの回想』（文藝春秋） 1966、のち文庫
- 『アルコール中毒 社会的人間としての病気』（紀伊國屋新書） 1966、のち改題『アルコーリズム』（朝日文庫）
- 『れとると』（大光社） 1967、のち角川文庫 - 第57回芥川賞候補作
- 『片目の哲学 続・パパのおくりもの』（大光社） 1967、のち角川文庫、ちくま文庫
- 『なだ・いなだ詩集 スケルツオ』（堀内秀名義、みゆき書房） 1968
- 『私の家族旅行』（日本交通公社） 1969
- 『娘の学校』（中央公論社） 1969、のち文庫
- 『お医者さん 医者と医療のあいだ』（中公新書） 1970 - 毎日出版文化賞受賞
- 『クヮルテット 第1楽章性転換手術』（文藝春秋） 1970、のち集英社文庫、ちくま文庫
- 『心の底をのぞいたら 心の研究』（筑摩書房） 1971、のち文庫
- 『しおれし花飾りのごとく』（毎日新聞社） 1972、のち集英社文庫
- 『人間、この非人間的なもの』（筑摩書房） 1972、のち文庫
- 『透明人間、街をゆく』（文藝春秋） 1973
- 『カペー氏はレジスタンスをしたのだ』（毎日新聞社） 1973、のち集英社文庫
- 『からみ学入門』（角川書店） 1974、のち文庫
- 『おっちょこちょ医』（筑摩書房） 1974、のち集英社文庫
- 『続・娘の学校』（中央公論社） 1974、のち文庫
- 『権威と権力 - いうことをきかせる原理・きく原理』（岩波新書） 1974
- 『野越えやぶ越え『医車』の旅』（毎日新聞社） 1974、のち文春文庫
- 『ワイン 七つの楽しみ』（平凡社、カラー新書） 1974
- 『おしゃべりフランス料理考』（平凡社、カラー新書） 1975
- 『ぼくだけのパリ』（平凡社、カラー新書） 1976
- 『TN君の伝記』（福音館書店） 1976、のち文庫 ISBN 4834018849
- 『カルテの余白』（毎日新聞社） 1977、のち集英社文庫
- 『教育問答』（中公新書） 1977
- 『間切りの孫二郎とそのクルーの物語』（角川書店） 1978、のち改題『夢をみた海賊』（ちくま文庫）
- 『くるいきちがい考』（筑摩書房）1978、のち文庫
- 『わが輩は犬のごときものである』（平凡社） 1978
- 『不眠症諸君!』（文藝春秋）1979、のち文庫
- 『あなたへの手紙～娘の幸福のためのカルテ』（文化出版局） 1979、のち角川文庫
- 『親子って何だろう なだいなだの親子観』（主婦と生活社） 1979、のち角川文庫、ちくま文庫
- 『三言でいえば』（毎日新聞社） 1980、のち角川文庫
- 『鞄の中から出てきた話』（毎日新聞社） 1981、のち集英社文庫
- 『ふりかえりふりかえりつつ子を育て』（日本書籍） 1981
- 『なだいなだ全集』全12巻 （筑摩書房） 1982 - 1983
- 『おやじの説教』（潮出版社）1982、のち文庫
- 『旅べたなれど』（毎日新聞社）1983、のち改題『こころの散歩』（三笠書房 知的生きかた文庫）
- 『悩んで人間じゃないですか 親と子の相談室』（主婦と生活社） 1984
- 『子ども商品がく 物と子どもの出会い』（チャイルド本社） 1984
- 『ぼくはへそまがり』（ポプラ社） 1984
- 『信じることと、疑うこと』（径書房、こみち双書） 1985、のちちくま文庫
- 『童話ごっこ』（筑摩書房） 1985、のち改題『あたまの童話体操』文庫
- 『影の部分』（毎日新聞社） 1985
- 『江戸狂歌（古典を読む）』（岩波書店） 1986、のち同時代ライブラリー
- 『娘の学校同窓会』（南想社） 1986、のち集英社文庫
- 『こころのかたち』（毎日新聞社） 1988、のち三笠書房 知的生きかた文庫
- 『現代親子ロジー』（チャイルド本社） 1989
- 『どうでもいいようで、やっぱりどうでもいい話』（毎日新聞社） 1989、のち改題『おとなのおやつ』（ちくま文庫）
- 『どうしたらいいの? 子供のホンネ親の本音』（ファラオ企画） 1990
- 『君はクジラを見たか』（NOVA出版） 1992
- 『民族という名の宗教 人をまとめる原理・排除する原理』（岩波新書） 1992
- 『アルコール中毒 物語風』（五月書房） 1992
- 『こころの昼と夜』（三笠書房 知的生きかた文庫） 1993
- 『やぶ医者が見た日本の医療』（アドバンテージサーバ） 1993
- 『こころ医者の手帳』（毎日新聞社） 1993、のちちくま文庫
- 『猫と海賊』（小幡堅絵、偕成社）1995
- 『いじめを考える』（岩波ジュニア新書） 1996
- 『孫のための「まごまご塾」』（中央公論社） 1998
- 『アルコール問答』（岩波新書） 1998
- 『こころの七クセ』（金子書房） 1999
- 『つむじ先生の処方箋』五月書房） 1999
- 『こころを育てる - 杉林がいいか雑木林がいいか』（ジャパンタイムズ） 2000
- 『人間、とりあえず主義』（筑摩書房） 2002
- 『神、この人間的なもの 宗教をめぐる精神科医の対話』（岩波新書） 2002
- 『老人党宣言』（筑摩書房） 2003
- 『専門馬鹿と馬鹿専門 つむじ先生の教育論』（筑摩書房） 2005
- 『こころの底に見えたもの』（ちくまプリマー新書） 2005
- 『ふり返る勇気』（筑摩書房） 2006
- 『こころ医者入門』（日本放送出版協会、NHKシリーズ） 2006、のち改題『こころ医者講座』（ちくま文庫）
- 『とりあえず今日を生き、明日もまた今日を生きよう』（青萠堂） 2013
- 『常識哲学：最後のメッセージ』（筑摩書房） 2014

## 共編著
- 『病める心と社会 現代人の異常心理』（南博, 相場均共編、野火書房） 1968
- 『学習漫画 なぜなぜこども相談室』（相島敏夫, 無着成恭共監修、集英社） 1973
- 『歳時記考』（長田弘, 鶴見俊輔, 山田慶児共著、潮出版社） 1980、のち岩波同時代ライブラリー
- 『ひとりぽっち』（編著、NOVA出版）1983
- 『へんな子・変わった子 子どもの見方・考え方』（河合洋共編著、チャイルド本社） 1984
- 『噴版 悪魔の辞典』（安野光雅, 日高敏隆, 別役実, 横田順弥共著、平凡社） 1986
- 『だれだって悩んだ』（工藤直子共著、筑摩書房） 1987
- 『日本の名随筆 97 娘』（編、作品社） 1990.11
- 『20世紀とは何だったのか』（マルクス, フロイト, ザメンホフ、小林司共著、朝日選書） 1992.1
- 『バイ菌は悩まない 不安なこころの処方箋』（神田愛山共著、五月書房） 1997.11
- 『依存症 35人の物語』（吉岡隆, 徳永雅子共編、中央法規出版） 1998.2
- 『妖怪学入門』（岡崎柾男, 北原照久, 島田茂樹, 大島建彦, 板倉聖宣共著、東洋大学井上円了記念学術センター編集、すずさわ書店、えっせんてぃあ選書） 2000.2
- 『〈こころ〉の定点観測』（編著、岩波新書） 2001.3
- 『取り返しのつかないものを、取り返すために - 大震災と井上ひさし』（大江健三郎, 内橋克人, 小森陽一共著、岩波書店、岩波ブックレット） 2011.7
- 『アルコール依存症は治らない“治らない”の意味』（吉岡隆共著、中央法規出版） 2013
- 『女声合唱とピアノ五重奏のための いのりカンタービレ』（楽譜）（信長貴富共著、音楽之友社） 2017.2

## 翻訳
- 『アルコール中毒』（ジョルジュ・マリニャック, ロベール・コラン、三浦岱栄, 堀内秀共訳、白水社、文庫クセジュ） 1956
- 『スポック博士の現代診断』（ベンジャミン・スポック、紀伊国屋書店） 1970
- 『すばらしい日曜旅行』（アロイス・シェプフ、レギーネ・ダプラア絵、CBS・ソニー出版） 1979.5
- 『太陽はすべての人に輝く』（ジョジアーヌ・クリスクオロ、林屋正子共訳、サイエンス社） 1980.2
- 『ボタン戦争』（ルイ・ペルゴー、日本ブリタニカ） 1981.5、のち集英社文庫
- 『海の水が塩からいわけは…』（セビヨ文、I・ドジョワ絵、文化出版局、フランスの傑作絵本） 1981.6
- 『かなしいすな売り』（レヴェイエ文、R・サバティエ絵、文化出版局、フランスの傑作絵本） 1981.12
- 『スーポーおじさんの世界ふしぎ物語』1 - 3（フィリップ・スーポー, レ・スーポー、筑摩書房） 1983.7
- 『ラルース 子どもが出あうはじめての百科』（ラルース、角川書店） 1985.11
- 『エルズワース 犬になった犬』（ジョン・アギー、三起商行、ミキハウスの絵本） 1988.11
- 『カミーユ・クローデル』（レーヌ=マリー・パリス、宮崎康子共訳、みすず書房） 1989.12
- 『脳の誕生 Alain Prochiantz』（浜田秀伯共訳、丸善） 1993.3
- 『小さな強者たち（ファーブル博物記 2）』（アンリ・ファーブル、馬場郁, 後平澪子, 大岡信共訳、岩波書店） 2004.5

### 「うさぎのルー」絵本
- 『いじめっ子なんかこわくない』（ナタリー＝ナッツ文、モニック=フェリ絵、講談社、うさぎのルー絵本） 1985.5
- 『おひっこしとぬいぐるみ』（ナタリー＝ナッツ文、モニック=フェリ絵、講談社、うさぎのルー絵本） 1985.5
- 『ピアノのおけいこ』（ナタリー＝ナッツ文、モニック=フェリ絵、講談社、うさぎのルー絵本） 1985.5
- 『こわーいゆめ』（ナタリー＝ナッツ文、モニック=フェリ絵、講談社、うさぎのルー絵本） 1985.6
- 『でんわなんか大きらい』（ナタリー＝ナッツ文、モニック=フェリ絵、講談社、うさぎのルー絵本） 1985.6
- 『はじめてのおとまり』（ナタリー＝ナッツ文、モニック=フェリ絵、講談社、うさぎのルー絵本） 1985.6

## 作品のテレビドラマ化
- 「パパのおくりもの」（NTV） 1965 - 1966

## 出演
- 「こども電話相談室」（TBSラジオ） 1969 -